# Nilena Zisopulos
Nilena Zisópulos (née le 28 avril 1962 à Panama) est une actrice et chanteuse panaméenne.

## Biographie
Nilena Zisópulos est d'origine grecque.
Au début de sa carrière, elle se consacre au théâtre, mais peu de temps après, elle devient chanteuse. En 1976, elle participe au Festival de la chanson de Panama, avec la chanson Niño de la calle, où elle obtient la deuxième place.
Après quelques succès dans les années 1980, elle s'éloigne de la musique pendant quelques années. À son retour, dans les années 2000, Nilena Zisopulos se consacre entièrement au théâtre et joue dans des comédies musicales telles que Bésame y Mentiras.
En 2014, elle est l'une des huit candidates de la deuxième saison panaméenne de Tu cara me sona.